# 이정선 (1959년)
이정선(李廷先, 1959년 2월 10일 ~)은 대한민국의 정치인, 대학교수이다. 제10대 광주광역시교육감(2022).
1996년 광주교육대학교 교수에 임용되었으며 2012년 10월부터 2016년 10월까지 광주교육대학교 총장을 역임하였다.
2018년 지방선거에서 광주광역시교육감에 도전했으나 장휘국 후보한테 밀려 2위로 낙선했다. 2022년 지방선거에서 광주광역시교육감에 당선되었다.

## 역대 선거 결과
|  | 35.80% |

|  | 34.91% |